# Montserrat Gascón
Montserrat Gascón és una flautista i musicòloga catalana. Des de l'any 2003 és professora de música de cambra a l'Escola Superior de Música de Catalunya.
L'any 2017 la Universitat Autònoma de Barcelona li va concedir el Premi Extraordinari de Doctorat per la seva tesi "Une flûte en cristal. Les flautes de vidre de Claude Laurent".
Ha escrit diversos articles per a publicacions com la Revista Musical Catalana, Michrochemical Journal, Revista Catalana de Musicologia, Le Larigot o The Babel Flute.